# 厚角蘚
厚角蘚（学名：Gammiella tonkinensis）为錦蘚科厚角蘚屬下的一个种。种加名 tonkinensis 意为越南“东京的”。